# Дакия Аврелиана
Дакия Аврелиана (на латински: Dacia Aureliana) е римска провинция попада почти изцяло в днешна Северна и Централна Западна България. Съществува в периода 271 – 285 година след оттеглянето на римските легиони на южната страна на Дунав и изоставянето на Римска Дакия през 271 г. Носи името на образувалия я император Аврелиан. Образувана е от Moesia Superior и Дакия Траяна (Dacia Traiana) през 271 г.

## Наименование
С пропагандна цел името е „Дакия“, въпреки че заема територии в бившата Горна Мизия.

## История
Столица на провинцията е Сердика (днешна София). Тя е част от Диоцез Мизия. В 285 г. император Диоклециан разделя Дакия Аврелиана на две нови римски провинции – Вътрешна Дакия с главен град Сердика и Крайбрежна Дакия с главен град Рациария. Двете нови провинции заедно с няколно други първо са включени в Диоцез Мизия, на Префектура Илирик, който диоцез скоро е разделен на две Диоцез Македония и Диоцез Дакия, чиято столица пак е Сердика в който попадат провинциите Вътрешна Дакия и Крайбрежна Дакия.

- мРимските провинции през 115 г. по времето на император Траян
- Дакия Аврелиана в Горна Мизия на карта от 1849 г.